# Buskerud
Buskerud é um condado da Noruega, com 14 930 km² de área e 243 491 habitantes. O condado faz fronteira com os condados Akershus, Oslo, Oppland, Sogn og Fjordane, Hordaland, Telemark e Vestfold.

Em 2020, foi integrado no novo condado de Viken, criado pela fusão dos antigos condados de Akershus, Buskerud e Østfold.  
 Foi reestabelecido em 2024 após a extinção do condado de Viken.

## Comunas
|  | 1. Ål 2. Drammen 3. Flesberg 4. Flå 5. Gol 6. Hemsedal 7. Hol 8. Hole 9. Hurum 10. Kongsberg 11. Krødsherad 12. Lier 13. Modum 14. Nedre Eiker 15. Nes 16. Nore og Uvdal 17. Øvre Eiker 18. Ringerike 19. Rollag 20. Røyken 21. Sigdal |